# 廣裸鋸鱗鰕虎
廣裸鋸鱗鰕虎（学名：Priolepis boreus），又名廣裸鋸鱗鰕虎魚，为鰕虎科鋸鱗鰕虎魚屬下的一个种。